# Новорепинское муниципальное образование
Новорепинское муниципальное образование — сельское поселение в Ершовском районе Саратовской области Российской Федерации.
Административный центр — село Новорепное.

## История
Статус и границы сельского поселения установлены Законом Саратовской области от 27 декабря 2004 года № 82-ЗСО «О муниципальных образованиях, входящих в состав Ершовского муниципального района».
Законом Саратовской области от 28 марта 2016 года № 33-ЗСО, были преобразованы, путём их объединения, Моховское, Новорепинское и Орлово-Гайское муниципальные образования — в Новорепинское муниципальное образование, наделённое статусом сельского поселения, с административным центром в селе Новорепное.

## Население
| 2010  | 2011  | 2012  | 2013  | 2014  | 2015  | 2016 |
| ----- | ----- | ----- | ----- | ----- | ----- | ---- |
| 1270  | ↘1262 | ↘1209 | ↘1139 | ↘1095 | ↘1043 | ↘996 |
| 2017  | 2018  | 2019  | 2020  | 2021  |       |      |
| ↗3083 | ↘3003 | ↘2890 | ↘2800 | ↘2667 |       |      |

## Состав сельского поселения
| № | Населённый пункт | Тип населённого пункта       | Население |
| - | ---------------- | ---------------------------- | --------- |
| 1 | Верхний Узень    | село                         | 28        |
| 2 | Лопатин          | хутор                        | 0         |
| 3 | Моховое          | село                         | ↘590      |
| 4 | Новая Слободка   | село                         | ↘156      |
| 5 | Новорепное       | село, административный центр | ↘828      |
| 6 | Орлов Гай        | село                         | ↘1282     |
| 7 | Осинов Гай       | село                         | ↘414      |
| 8 | Трудовое         | посёлок                      | ↗437      |
| 9 | Ягодинка         | посёлок                      | 0         |